# Bjoern Strangmann
Bjoern Strangmann (* 1965 in Friedrichshafen) ist ein deutscher Jazzmusiker (Posaune), der vor allem als Leiter kommunaler Musikschulen hervorgetreten ist.

## Leben und Wirken
Strangmann machte seine ersten Spielerfahrungen im Landesjugendjazzorchester Baden-Württemberg. Er studierte Jazz-Posaune an der Hochschule für Musik und Tanz Köln bei Jiggs Whigham. 1988 holte ihn Peter Herbolzheimer ins Bujazzo, auf dessen erster Platte er auch solistisch hervorgetreten ist. Mit Studienkollegen wie Dietmar Fuhr gründete er das Bjoern Strangmann-Jens Neufang Quartett. Weiterhin gründete er das German Jazz Orchestra und spielte in der hr-Bigband und der Bigband von Gunter Hampel. Mit Fuhr tritt er auch im Duo auf. Beide spielen seit den 1980er Jahren zusammen, wobei sie sich vor allem der zeitgenössischen Interpretation des Jazz der 1940er bis 1960er Jahre widmen. Tom Lord verzeichnet drei Aufnahmen im Bereich des Jazz.
Strangmann leitete dann erfolgreich Musikschulen in Nordrhein-Westfalen, so von 2007 bis 2011 die Musikschule Volmetal der Stadt Meinerzhagen, und von 2011 bis 2017 die Musikschule Südliche Bergstraße in Wiesloch, bevor er 2017 zum Leiter der Musikschule Mannheim ernannt wurde. Er engagiert sich zudem in der Arbeit des Verbandes deutscher Musikschulen auf Landes- und Bundesebene.

## Diskographische Hinweise
- Bundesjazzorchester: BuJazz01 (Harmonia Mundi, 1988)
- German Jazz Orchestra/Jiggs Whigham: First Take (Mons Records, 1994)
- Alfons Gaisbauer und Band: Alphorn Jazz (TMK, ca. 2011)